# Ministerio de Gobernación (Guatemala)
El Ministerio de Gobernación (MINGOB) es el Ministerio del Gobierno de Guatemala responsable de la seguridad del país, con lo cual le corresponde formular las políticas, cumplir y hacer cumplir el régimen jurídico relativo al mantenimiento de la paz y el orden público, la seguridad de las personas y de sus bienes, la garantía de sus derechos, la ejecución de las órdenes y resoluciones judiciales, el régimen migratorio y refrendar los nombramientos de los Ministros de Estado incluyendo el de quien lo suceda en el cargo. Con sede en la Ciudad de Guatemala, el Ministerio de Gobernación es rector del Sistema Penitenciario de Guatemala y órgano de dirección general de la Policía Nacional Civil.

## Organización
El Ministerio de Gobernación de Guatemala se organiza así:
Despacho Ministerial
- Ministro de Gobernación
  - Viceministro de Seguridad Pública
  - Viceministro Administrativo
  - Viceministro de Prevención de la Violencia y el Delito
  - Viceministro de Tecnologías de la Información y la Comunicación
  - Viceministro de Antinarcóticos

## Funciones del Ministerio
- Compilar y publicar ordenadamente los códigos, leyes y reglamentos de la República.
- Aprobar los estatutos de las fundaciones, y otras formas de asociación, que requieran por ley tal formalidad, y otorgar y reconocer la personalidad jurídica de las mismas.
- Ejercer la vigilancia y supervisión de los montes de piedad, rifas y loterías, salvo lo dispuesto por leyes específicas.
- Administrar descentralizadamente los registros y sistemas de documentación de identidad ciudadana, bajo su jurisdicción.
- Dar cumplimiento a las resoluciones emanadas de los tribunales de justicia en lo que le compete.
- Prestar el servicio de notariado del Estado a través del Escribano de Cámara y de Gobierno.
- Atender lo relativo a la impresión de publicaciones de carácter oficial.
- Velar por la eficiente administración de los registros públicos sometidos a su jurisdicción.
- Representar, en el seno de la administración pública, al Presidente de la República y coordinar sus relaciones con los gobernadores departamentales.
- Formular y ejecutar, dentro del marco de la ley, la política que en materia migratoria debe seguirse en el país.
- Administrar el registro, control y documentación de los movimientos migratorios.
- Controlar, conforme a la ley, el registro de las armas de fuego en circulación y la identificación de sus propietarios.
- Elaborar y aplicar planes de seguridad pública y encargarse de todo lo relativo al mantenimiento del orden público y a la seguridad de las personas y de sus bienes.
- Conducir los cuerpos de seguridad pública del Gobierno.
- Proponer los anteproyectos, para la reglamentación de los servicios privados de seguridad.
- Elaborar y aplicar las políticas de inteligencia civil, y recabar y analizar información para combatir el crimen organizado y la delincuencia común, dentro del marco de la ley.
- Administrar el régimen penitenciario del país, salvo aquello asignado a otros órganos del Estado